# Klaffel (hjärtat)
Klaffel är en hjärt-kärlsjukdom där en eller flera av hjärtats fyra klaffar (aorta- och mitralisklaffarna på hjärtats vänstra sida och lung- och trikuspidalklaffarna på hjärtats högra sida) skadats eller av annan anledning inte fungerar som de ska. Dessa tillstånd uppstår till stor del som en konsekvens av naturligt åldrande,  men kan också vara resultatet av medfödda missbildningar, specifika sjukdomar eller fysiologiska processer så som reumatisk hjärtsjukdom och graviditet. 
Anatomiskt är klaffarna en del av hjärtats täta bindväv som kallas hjärtskelettet och är ansvariga för regleringen av blodflödet genom hjärtat och stora kärl. Klafffel kan leda till försämrad hjärtfunktion. Behandlingen vid klaffel kan vara medicinsk via läkemedel eller kirurgisk genom klaffreparation eller klaffbyte. Vid ett klaffbyte används antingen en biologisk eller konstgjord hjärtklaff. 

## Specifika klaffel
- Aortastenos
- Aortainsufficiens
- Mitralisstenos
- Mitralisinsufficiens
- Endokardit